# مصیبین
مصیبین (به عربی: مصیبین) یک منطقهٔ مسکونی در سوریه است که در ناحیه مرکزی اریحا واقع شده‌است. مصیبین ۲٬۰۲۱ نفر جمعیت دارد.